# Abd-al-Qadir (nom)
Abd-al-Qadir és un nom masculí teòfor àrab islàmic (àrab: عبد القدیر, ʿAbd al-Qadīr) que literalment significa ‘Servidor de l'Omnipotent’, essent «l'Omnipotent» un atribut de Déu. Si bé Abd-al-Qadir és la transcripció normativa en català del nom en àrab clàssic, també se'l pot trobar transcrit ‘Abdul Qadier... normalment per influència de la pronunciació dialectal o seguint altres criteris de transliteració. Com a teòfor, també el duen musulmans no arabòfons que l'han adaptat a les característiques fòniques i gràfiques de la seva llengua.
Cal no confondre aquest nom amb Abd-al-Qàdir, un altre nom de pila àrab masculí.